# Música de Angola
A música da Angola é uma das mais importantes manifestações da cultura deste país. Luanda, capital  de Angola, é o berço de diversos estilos como o kuduro, o merengue, a cazucuta, a quilapanga e o semba. Na Ilha de Luanda nasce a rebita, um estilo que tem por base o acordeão e a harmónica. Há quem defenda que o próprio fado tem origem em Angola.

## Era colonial
Em comparação com muitos dos seus vizinhos da África Austral, bem como outras colónias portuguesas, a música popular de Angola teve pouco sucesso internacional. Nos anos de 1800, os músicos angolanos experimentaram estilos populares de todo o mundo, incluindo valsas e baladas. Com a primeira metade do século XX vieram grandes bandas, que cantavam em português e língua quimbundo. O primeiro grupo a tornar-se conhecido fora de Angola foi o Duo Ouro Negro, criado em 1956. Depois do sucesso em Portugal, a dupla viajou pela Suíça, França, Finlândia, Suécia, Dinamarca e Espanha. Depois deles veio os Jovens do Prenda, que foram os mais populares do final dos anos 1960 e início dos anos 1970, bem como Mestre Kamosso e Voto Neves, nomes importantíssimos da música folclórica angolana.
Por sua vez, nos anos anteriores à Guerra de Independência de Angola, um grupo muito importante de música popular em terras angolanas foi a banda N'gola Ritmos, surgida, em 1947, nos "musseques" (expressão que em língua quimbundo significa "onde há areia", por oposição à zona asfaltada), que era o espaço de transição entre o universo rural e a zona urbanizada de Luanda. O cantor Liceu Vieira Dias, o nome de maior expressão da banda, já atuava como músico desde a década de 1930. Além de Liceu Vieira Dias, o N'gola Ritmos foi fundado também por Manuel dos Passos, Nino Mário Araújo "Ndongo", Domingos Van-Dúnen, e Francisco Machado. Numa base de violas acústicas, introduz a dicanza e as ingomas (tambores de conga) nas suas canções. O seu som torna-se popular nas décadas de 1940, 1950 e 1960, sobretudo nas áreas urbanas — onde a audiência é favorável à sua mensagem politizada e aos primeiros pensamentos nacionalistas.  Associam-se ao movimento de música popular lançado pelo N'gola Ritmos os músicos Amadeu Amorim (bateria e cantor), José Maria (viola solo e ritmo), Euclides Fontes "Fontinhas" Pereira, José Cordeiro dos Santos, Lourdes Van-Dúnem, Gege, Xodô e Belita Palma. Lourdes Van-Dúnem e Belita Palma ainda se juntariam a Conceição Legot, em 1957, para formar o conjunto Trio Feminino, outro marco na música popular angolana, por ser composto somente por mulheres. O grupo compôs canções como A máscara da face e Diá Ngo.
Quando entra em cena o rock e a música de intervenção surgem outros músicos importantes da era pré-independência como David Zé e Urbano de Castro, ambos assassinados como resultado de seu ativismo político. O grupo musical Kimbandas do Ritmo, surgido em 1962, composto por José Eduardo dos Santos, Brito Sozinho, Elias Monteiro Barber e Catarino Júlio de Assis Barber, que também tinha colaboração de Bonga Kuenda, representava uma transição de uma fase acústica do semba para o rock. Na mesma direção do Kimbandas do Ritmo, o Conjunto Nzaji, que fez enorme sucesso na Europa, mas também tocando nas transmissões da Rádio Angola Combatente, era composto por Pedro Van-Dúnem Loy, Mário Santiago, Maria Mambo Café, José Eduardo dos Santos, Amélia Mingas, Brito Sozinho, Ana Wilson, entre outros. Algumas canções como Deba, MPLA Invuluzi, Monangambé, Etu Tua Anangola e Dituminu eram muito famosas entre a juventude angolana no exílio e nos países vizinhos a Angola. O grupo ainda compôs e cantou a muito aclamada canção Caputu Mwangole, uma música de intervenção de denúncia da colonização que despertou críticas muito positivas internacionalmente. O grupo chegou a gravar um disco em 1972 na Finlândia pelo selo Eteepäin.
A partir da década de 1970, Bonga Kuenda tornou-se o mais conhecido músico angolano fora do país. Começou a actuar no início dos anos 1960, com a popularidade da música folclórica angolana. Como membro d'Os Kissueias do Ritmo, ele abordou problemas sociais ao mesmo tempo em que se tornou uma estrela do atletismo. Ele foi transferido para Lisboa pelo governo colonial e lá competiu nas provas de atletismo até 1972, quando saiu para protestar contra a guerra em Angola. Ele se estabeleceu em Roterdão, onde se tornou intimamente associado à comunidade cabo-verdiana. "Mona Ki Ngi Xica" de Bonga (1972) lhe rendeu um mandado de prisão, sendo forçado a viver no exílio entre Alemanha, França e Bélgica até que Angola se tornou independente em 1975.
Em Mabanza Congo e no Soio, ao norte de Angola, em 1961/1962, popularizou-se o estilo musical rumba congolesa, difundido principalmente pela banda musical Orchestre Nègros Succès, formada por Johnny Eduardo Pinnock (vocalista e compositor), Vicky Longomba e Bolombo Leon Bohlen. Marcava o estilo letras de cunho nacionalista, com mistura da dança maringa congolesa e o son cubano, com uso de guitarras, linhas de baixo, ritmos e batidas dançantes. Na década de 1970, a rumba congolesa, associada ao semba, deu origem à rumba angolana que teve como principais expoentes os cantores Chalo Correia e Bernardo Jorge Martins Correia "Bangão". A Bangão deve-se um estilo associado à rumba angolana que é o uso de trajes de fino corte, com chapéus, sapatos e bengalas.

## Pós-independência
Depois da independência veio a Guerra Civil Angolana. Muitos músicos populares foram mortos, e alguns que foram poupados simplesmente deixaram o país. No início dos anos 1980, a música popular angolana foi profundamente influenciada pela música cubana, especialmente na obra de André Mingas e do irmão Ruy Mingas. A rumba cubana era popular e influente em toda a África Austral, incluindo o vizinho Congo-Quinxassa, onde se tornou a base para o soukous. Além da difusão da música cubana, a presença de tropas cubanas aliadas ao Estado angolano ajudou a popularizar os ritmos cubanos. Duas das canções mais conhecidas de Angola são Humbi Hummbi — de Filipe Mukenga — e Muxima — de Waldemar Bastos —, ambas desse período de transição da rumba cubana, da semba, da rumba angolana e da kizomba.
Alguns outros músicos populares angolanos deste período incluem Alberto Teta Lando, Carlos Lamartine, Miguel Rodolfo Kituxi, Filipe Zau, Gaby Monteiro, a banda Afra Sound Stars e Sam Mangwana.

### Kizomba
Nas décadas de 1950 e 1960 em Angola dançava-se nas grandes farras, conhecidas por "kizombadas" muitos estilos musicais tipicamente angolanos, como o merengue angolano o semba, a maringa congolesa e o caduque (que deu origem à rebita). A kizomba, como dança, tem origem exatamente nessas farras, com dançarinos de renome como Mateus Pele do Zangado, João Cometa e Joana Perna Mbunco ou Jack Rumba, que eram os mais conhecidos e escreviam no chão as passadas notórias dos seus estilos de exibição ao ritmo do semba. Estas passadas evoluíram com o tempo para um estilo mais lento acompanhando também um ritmo menos corrido do semba, já típico na década de 1970 e conhecido por "semba lento", um ritmo menos tradicional mas mais do agrado dos jovens, tornando-se uma mescla de ritmos e de sabores, uma dança plena de calor e de sensualidade que propicia uma verdadeira cumplicidade e empatia entre os pares. Este estilo começou a evoluir entre 1980 e 1981 com grupos como Os Fachos, um grupo ligado às Forças Armadas Populares de Libertação de Angola e liderados por Bel do Samba e os Afro Sond Stars que misturavam o semba lento com a quilapanga levando ao aparecimento do ritmo conhecido por kizomba. Outro nome importante da kizomba foi Eduardo Paím.

### Kuduro
As letras do ritmo kuduro caracterizam-se pela sua simplicidade e humor. São geralmente escritas em português, e muitas vezes com algum vocabulário de línguas tradicionais angolanas (como, por exemplo, umbundo, chócue, luvale, congo e quimbundo).
Surgido na década de 1980, o kuduro tem sido modernizado com novas danças e com a mistura de elementos electrónicos com a música popular angolana. Novas batidas (instrumental) e  grupos musicais criando uma figura e representação próprias, tais como a pintura do cabelo visto em Nagrelha, Sebem e Nellisbrada Catchenhé, ou usando trajes típicos como os Namayer de Príncipe Ouro Negro e de Presidente Gasolina.